# 明瀬川傳四郎
明瀬川 傳四郎（あきせがわ でんしろう、1918年3月23日 - 1989年10月20日）は、宮城県宮城郡七ヶ浜町出身で伊勢ヶ濱部屋に所属した大相撲力士。本名は我妻 傳四郎（あがつま でんしろう）。最高位は東前頭13枚目（1949年1月場所）。現役時代の体格は173cm、86kg。得意手は左四つ、寄り。

## 来歴
19歳の時に伊勢ヶ濱部屋へ入門し、1937年5月場所で初土俵を踏んだ。
「明瀬川」の名で序ノ口に付いた1939年1月場所では、7勝0敗という好成績を残していきなり優勝を果たしている。その後も順調に出世し、1945年6月場所で新十両に昇進。
最盛期でも173cm、86kgという体格の、小兵であった。
左四つからの寄りを得意とする相撲巧者で、千賀ノ浦親方（元関脇・幡瀬川）からの教えを受けた前捌きも上手かった。
1947年11月場所にて新入幕を果たすも、幕内では体力不足や軽量であった事が祟って苦戦し、上位には進出できなかった。
巡業先では、初っ切りを担当した事もある。
西十両14枚目の地位で初日より休場した1950年1月場所を以って31歳で引退し、以降は年寄・間垣として後輩達を指導していたが、翌年5月場所後に角界を去った。
その後は大阪府内に移住し、運転手の仕事に従事したという。
1989年10月20日、病により逝去。71歳没。

## 主な戦績
- 通算成績：104勝88敗37休　勝率.542
- 幕内成績：24勝30敗7休　勝率.444
- 現役在位：24場所
- 幕内在位：5場所
- 各段優勝
  - 序ノ口優勝：1回（1939年1月場所＝7勝0敗）

### 場所別成績
| 1938年 （昭和13年） | （前相撲）               | （前相撲）         | x                       |
| 1939年 （昭和14年） | 東序ノ口7枚目 優勝 7–0   | 西序二段2枚目 4–4  | x                       |
| 1940年 （昭和15年） | 東三段目59枚目 5–3       | 西三段目28枚目 5–3 | x                       |
| 1941年 （昭和16年） | 西三段目8枚目 4–4        | 東幕下42枚目 3–5   | x                       |
| 1942年 （昭和17年） | 東幕下56枚目 7–1         | 西幕下8枚目 5–3    | x                       |
| 1943年 （昭和18年） | 西幕下筆頭 4–4           | 東幕下筆頭 3–5     | x                       |
| 1944年 （昭和19年） | 東幕下10枚目 4–4         | 東幕下8枚目 3–2    | 東幕下5枚目 4–2         |
| 1945年 （昭和20年） | x                        | 西十両9枚目 3–4    | 東十両13枚目 5–5        |
| 1946年 （昭和21年） | x                        | x                  | 東十両11枚目 8–5        |
| 1947年 （昭和22年） | x                        | 西十両3枚目 6–4    | 西前頭15枚目 4–7        |
| 1948年 （昭和23年） | x                        | 東前頭19枚目 5–6   | 西前頭21枚目 8–3        |
| 1949年 （昭和24年） | 東前頭13枚目 1–5–7       | 東前頭21枚目 6–9   | 東十両2枚目 休場 0–0–15 |
| 1950年 （昭和25年） | 西十両14枚目 引退 0–0–15 | x                  | x                       |
| 各欄の数字は、「勝ち-負け-休場」を示す。 優勝 引退 休場 十両 幕下 三賞：敢=敢闘賞、殊=殊勲賞、技=技能賞 その他：★=金星 番付階級：幕内 - 十両 - 幕下 - 三段目 - 序二段 - 序ノ口 幕内序列：横綱 - 大関 - 関脇 - 小結 - 前頭（「#数字」は各位内の序列） |                          |                    |                         |

### 幕内対戦成績
| 力士名 | 勝数 | 負数 | 力士名 | 勝数 | 負数 | 力士名       | 勝数 | 負数 | 力士名         | 勝数 | 負数 |
| ------ | ---- | ---- | ------ | ---- | ---- | ------------ | ---- | ---- | -------------- | ---- | ---- |
| 愛知山 | 1    | 1    | 五ツ海 | 0    | 1    | 因州山       | 0    | 1    | 大岩山(羽衣)   | 2    | 1    |
| 大蛇潟 | 1    | 2    | 鏡里   | 1    | 0    | 岐阜錦       | 0    | 1(1) | 清恵波         | 0    | 1    |
| 鬼竜川 | 1    | 0    | 九州錦 | 1    | 0    | 国登         | 0    | 1    | 相模川         | 0    | 1    |
| 清水川 | 0    | 1    | 玉櫻   | 1    | 0    | 常ノ山       | 0    | 1    | 十勝岩         | 0    | 1    |
| 栃錦   | 0    | 1    | 名寄岩 | 1    | 0    | 柏農山       | 1    | 0    | 常陸海         | 1    | 0    |
| 藤田山 | 2    | 2    | 藤錦   | 1    | 0    | 大起(穂波山) | 1    | 1    | 前ノ山(醍醐山) | 1    | 1    |
| 緑國   | 2    | 0    | 緑嶋   | 1    | 1    | 三濱洋       | 0    | 1    | 宮城海         | 0    | 1    |
| 山口   | 1    | 0    | 若潮   | 0    | 1    | 若葉山       | 1    | 1    |                |      |      |

## 年寄変遷
- 間垣 傳四郎（まがき でんしろう、1950年1月-1951年5月（廃業））